# 쌍성의 음양사
《쌍성의 음양사》(双星の陰陽師)는 스케노 요시아키가 그린 일본의 만화 작품이다. 〈점프스퀘어〉(슈에이샤)에서 2013년 12월호부터 2024년 10월호까지 연재되었다.

## 줄거리
음양사 후보생인 소년, 엔마도 로쿠로는 한때 가지고 있던 음양사의 꿈을 버리고 나날을 보내고 있었다. 그러던 중, 로쿠로는 음양사인 소녀, 아다시노 베니오와 함께 『쌍성의 음양사』의 칭호를 부여받는다. 『쌍성』의 역할은, 오랜 세월에 걸친 케가레와의 싸움에서 종언을 가져오는 『무녀』를 만들 수 있도록 부부로 생활하는 것이었다. 당연히 받아들이지 못하고 서로 반발하는 두사람이지만, 힘을 합쳐 케가레와의 싸움에 도전해간다.

## 등장인물

### 주요 인물
엔마도 로쿠로(焔魔堂 ろくろ)
목소리 - 하나에 나츠키
본작의 주인공.

아다시노 베니오(化野 紅緒)
목소리 - 한 메구미
본작의 히로인.
오토미 마유라(音海 繭良)
목소리 - 세리자와 유우

### 음양사
츠치미카도 아리마(土御門 有馬)
목소리 - 나미카와 다이스케
아마와카 세이겐(天若 清弦)
목소리 - 스와베 준이치
나기츠지 료고(椥辻 亮悟)
목소리 - 마에노 토모아키
이카루가 시몬(斑鳩 士門)
목소리 - 이시카와 카이토
이카루가 사요(斑鳩 小夜)

### 그 외의 인물
카무이(神威)
이지카 유우토(石鏡 悠斗)
목소리 - 무라세 아유무

## 용어
케가레(ケガレ)
바사라(婆娑羅)
마가노(禍野)
주장(呪装)
음양사(陰陽師)
십이천장(十二天将)
쌍성의 음양사(双星の陰陽師)
츠지미카도지마(土御門島)

## 서적 정보
- 스케노 요시아키 『쌍성의 음양사』 슈에이샤〈점프 코믹스〉, 7권 간행 (2016년 1월 4일 현재)
  1. 2014년 2월 9일 제 1쇄 발행 (2월 4일 발매[슈 1]), ISBN 978-4-08-880015-8
  2. 2014년 6월 9일 제 1쇄 발행 (6월 4일 발매[슈 2]), ISBN 978-4-08-880117-9
  3. 2014년 10월 8일 제 1쇄 발행 (10월 3일 발매[슈 3]), ISBN 978-4-08-880203-9
  4. 2015년 1월 10일 제 1쇄 발행 (1월 5일 발매[슈 4]), ISBN 978-4-08-880294-7
  5. 2015년 5월 6일 제 1쇄 발행 (5월 1일 발매[슈 5]), ISBN 978-4-08-880370-8
  6. 2015년 9월 9일 제 1쇄 발행 (9월 4일 발매[슈 6]), ISBN 978-4-08-880473-6
  7. 2016년 1월 9일 제 1쇄 발행 (1월 4일 발매[슈 7]), ISBN 978-4-08-880591-7

## 텔레비전 애니메이션
2016년 4월 6일부터 TV 도쿄 계열에서 수요일 18:25 - 18:55에 방영될 예정이다. 애니메이션 제작은 스튜디오 피에로, 주제가 아티스트는 화악기 밴드가 담당한다.

### 주제가
오프닝 테마 「Valkyrie-戦乙女-」(Valkyrie -전처녀-)
노래 - 화악기 밴드
엔딩 테마 「アイズ」(아이즈)
작사・노래 - 카지 히토미

### 각화 리스트
| 화수   | 원어 부제                 | 번역 부제           | 시나리오                     | 그림 콘티                                                  | 연출                                                          | 작화감독 | 총작화감독                                      |
| ------ | ------------------------- | ------------------- | ---------------------------- | ---------------------------------------------------------- | ------------------------------------------------------------- | --- | ----------------------------------------------- |
| 제1화  | 運命の二人                | 운명의 두 사람      | 아라카와 나루히사 (荒川稔久) | 타구치 토모히사(田口智久) 이가라시 타츠야(五十嵐達也)      | 노시타니 미츠타카(熨斗谷充孝) 이가라시 타츠야 타구치 토모히사 | 타케다 이츠코(竹田逸子) 마츠시타 이쿠코(松下郁子) 刃間田雅俊 하야시 아스카(林あすか) 소마 미츠루(相馬満) 스나가와 타카야(砂川貴哉)                                            | 사다카타 키쿠코 (貞方希久子)                    |
| 제2화  | 双星交差                  | 쌍성 교차           | 아라카와 나루히사 (荒川稔久) | 아키토시(あきとし) 카미야 쥰(神谷純)                       | 아사미 마츠오(浅見松雄)                                       | 토미타 요시후미(冨田美文) 시모지마 마코토(下島誠) 미나미 신이치로(南伸一郎) 모리타 미노루(森田実) 야마모토 쇼(山本翔)                                                         | 타케다 이츠코                                   |
| 제3화  | すれ違い                  | 엇갈림              | 오치 케이이치로 (大知慶一郎) | 카게야마 시게노리(影山楙倫) 유키히로 마츠시타              | 하타케야마 시게키(畠山茂樹)                                   | 오카 타츠야(岡辰也) 우스다 요시오(臼田美夫) | 사다카타 키쿠코                                 |
| 제4화  | 禍野の音                  | 마가노의 소리       | 무라야마 카츠라 (村山桂)     | 카미야 쥰 타구치 토모히사                                  | migmi                                                         | 코가 마코토(古賀誠) 후지타 마리코(藤田まり子) 아오키 아키히토(青木昭仁) 니시무라 아야(西村彩) 시미즈 카츠히로(清水勝祐) 타나카 히로노리(田中宏紀)                             | 타케다 이츠코                                   |
| 제5화  | 十二天将 朱雀             | 십이천장 주작       | 나리타 요시미 (成田良美)     | 이마니시 타카시(今西隆志)                                  | 이마니시 타카시(今西隆志)                                     | 요시다 토루(吉田徹) 니시무라 마리코(西村真理子) 타니구치 시게노리(谷口繁則)                                                                                                   | 사다카타 키쿠코 쿠보 츠구유키 (窪詔之)          |
| 제6화  | 紅緒と繭良                | 베니오와 마유라     | 야마다 야스노리 (山田靖智)   | 유키히로 마츠시타 미타케 카즈오(三宅和男)                  | 니시무라 히로아키 (西村博昭)                                  | 시모지마 마코토 사이토 카즈야(斎藤和也) 오오츠카 야에(大塚八愛) 刃間田雅俊 토미타 요시후미(富田美文)                                                                          | 타케다 이츠코                                   |
| 제7화  | 新たなる試練              | 새로운 시련         | 아라카와 나루히사            | 카미야 쥰 카게야마 시게노리                                | 아사미 마츠오                                                 | 토쿠쿠라 에이이치(徳倉栄一) 모리타 미노루 시라이시 사토루(白石悟) 미나미 신이치로 코바시 요우스케(小橋陽介) 사노 요우코(佐野陽子) 키노시타 유미코(木下由美子)                 | 사다카타 키쿠코 시모지마 마코토 스나가와 타카야 |
| 제8화  | ろくろの気持ち            | 로쿠로의 마음       | 오치 케이이치로              | 오다카 요시노리 (小高義規) 유키히로 마츠시타               | 토리이 키요미 (鳥井聖美)                                      | 우에타케 테츠로(上竹哲郎) | 타케다 이츠코                                   |
| 제9화  | 交錯する悲劇              | 교차하는 비극       | 무라야마 카츠라              | 마스다 토시히코 (増田俊彦)                                 | 노시타니 미츠타카                                             | 쿠보 츠구유키 우시야 코토노(牛屋琴乃) 세키모토 미호(関本美穂) 타무라 사토미(田村里美) 야마모토 쇼 지우동화                                                                    | 사다카타 키쿠코 토미타 요시후미                 |
| 제10화 | すばるの修行              | 스바루의 수행       | 나리타 요시미                | 카미야 쥰 미타케 카즈오                                    | 관다이(関大)                                                  | 이카이 카즈유키(飯飼一幸) Zang One An TaeKun 마츠타케 토쿠유키(松竹徳幸) | 타케다 이츠코                                   |
| 제11화 | 新婚さんおきばりやす      | 신혼 씨 큰마음 먹다 | 야마다 야스노리              | 유키히로 마츠시타                                          | 스즈키 타쿠마 (鈴木拓磨)                                      | 타니구치 시게노리 요시다 토루 타카오카 키이치 김정남(金正男) 시바타 아마네(柴田海) 미츠이 아사미(三井麻美)                                                                    | 사다카타 키쿠코 우시야 코토노 타무라 사토미     |
| 제12화 | 勘弁しろし                | 봐줘                | 무라야마 카츠라              | 카게야마 시게노리                                          | 시미즈 아키라 (清水明)                                        | 나카노 유키(中野祐貴) | 타케다 이츠코                                   |
| 제13화 | 君の勇気 私の勇気         | 네 용기 내 용기     | 나리타 요시미                | 카미야 쥰 미타케 카즈오                                    | 니시무라 히로아키                                             | 오오타케 노리코(大竹紀子) 사이토 카즈야 스나가와 타카야 하세가와 미치오(長谷川享雄) 시모지마 마코토                                                                           | 사다카타 키쿠코 타케다 이츠코                   |
| 제14화 | 浴衣と星と願い事          | 유카타와 별과 소원  | 오치 케이이치로              | 타구치 토모히사                                            | 사사하라 요시후미 (笹原嘉文)                                  | 토미타 요시후미 타무라 사토미(田村里実) 세키모토 미호 | 타케다 이츠코                                   |
| 제15화 | ひとりぼっちに さようなら | 홀로 안녕           | 무라야마 카츠라              | 유키히로 미츠시타                                          | 타마다 히로시 (玉田博)                                        | 타케우치 아키라(武内啓) 오다 타에코(小田多恵子) 시게마츠 신이치(重松晋一) 토쿠다 유메노스케(徳田夢之介) 모리타 미노루 스즈키 메구미(鈴木恵)                                   | 사다카타 키쿠코 시모지마 마코토                 |
| 제16화 | 陰陽師として              | 음양사로써          | 타마이☆츠요시 (玉井☆豪)      | 카게야마 시게노리 미타케 카즈오                            | 아사미 마츠오 이가라시 타츠야                                 | 쿠키 아키(九鬼朱) 코바시 요우스케(小橋陽介) 사노 요우코(佐野陽子) 시라이시 사토루 토쿠쿠라 에이이치 나카야마 하츠에(中山初絵) 미나미 신이치로 모리 에츠시(森悦史) 야마모토 쇼 | 타케다 이츠코 토미타 요시후미                   |
| 제17화 | 師がくれた赤い証          | 스승이 준 붉은 증표 | 야마다 야스노리              | 유키히로 마츠시타                                          | 노시타니 미츠타카                                             | 시모지마 마코토 사이토 카즈야 마츠시타 이쿠코 JIWOO ANIMATION PRODUCTION | 사다카타 키쿠코 사키모토 사유리 (崎本さゆり)    |
| 제18화 | 決戦前夜                  | 결전전야            | 나리타 요시미                | 카게야마 시게노리 키무라 류이치 (木村隆一)                 | 타마다 히로시                                                 | 타케우치 아키라 토쿠다 유메노스케 시게마츠 신이치 오다 타에코 스즈키 메구미                                                                                                   | 타케다 이츠코 마츠시타 이쿠코                   |
| 제19화 | 罪もけがれも              | 죄도 더러움도       | 오오치 케이이치로            | 카미야 쥰 마스다 토시히코                                  | 보쿠세키 라코 (墨石荒吽)                                      | 이시다 케이이치(石田啓一) 이카이 카즈유키 핫토리 마스미(服部益実) | 사다카타 키쿠코 사키모토 사유리                 |
| 제20화 | ふたりの道                | 둘의 길             | 아라카와 나루히사            | 유키히로 마츠시타 이가라시 타츠야 카게야마 시게노리        | 니시무라 히로아키                                             | 오오타케 노리코 미나미 신이치로 이카이 카즈유키 야마모토 쇼 Yu BongHyun JIWOO ANIMATION PRODUCTION                                                                            | 타케다 이츠코 사다카타 키쿠코 사키모토 사유리   |
| 제21화 | 双星新生                  | 쌍성신생            | 아라카와 나루히사            | 타구치 토모히사 사사하라 요시후미 마사키 신이치 (政木伸一) | 사사하라 요시후미                                             | 시모지마 마코토 사이토 카즈야 토미타 요시후미 세키모토 미호 刃間田雅俊 오다 마유미(小田真弓)                                                                                  | 사다카타 키쿠코 사키모토 사유리                 |
| 제22화 | ケガれてんじゃ～ん        | 더럽혀져 있잖~아    | 무라야마 카츠라              | 카미야 쥰 유키히로 마츠시타                                | 시미즈 아키라                                                 | 이카이 카즈유키 핫토리 마스미 | 타케다 이츠코 토미타 요시후미                   |
| 제23화 | 双星 西へ                 | 쌍성 서쪽에         | 오오치 케이이치로            | 카게야마 시게노리 콘 치아키 (今千秋)                       | 아사미 마츠오                                                 | 토쿠쿠라 에이이치 모리타 미노루 시라이시 사토루 미나미 신이치로 이카이 카즈유키 모리 에츠시                                                                                   | 사다카타 키쿠코 사키모토 사유리                 |
| 제24화 | ケガレの見た夢            | 케가레가 꾼 꿈      | 야마다 야스노리              | 유키히로 마츠시타 마스다 토시히코                          | 스즈키 타쿠마                                                 | Yu BongHyun 타니구치 시게노리 타카오카 키이치 김정남 사메지마 히사시(鮫島寿志)                                                                                                | 우시야 코토노                                   |
| 제25화 | 天・元・空・我            | 천・원・공・아      | 타마이☆츠요시                | 카미야 쥰 콘 치아키                                        | 노시타니 미츠타카                                             | 사이토 카즈야 세키모토 미호 토미타 요시후미 刃間田雅俊 토쿠다 유메노스케 시모지마 마코토                                                                                      | 사다카타 키쿠코 사키모토 사유리                 |
| 제26화 | 双星 VS 双生              | 쌍성 VS 쌍생        | 나리타 요시미                | 카게야마 시게노리 미타케 카즈오                            | 오기와라 로코우 (荻原露光)                                    | 타카하시 나오키(高橋直樹) 스즈키 신이치(鈴木信一) 이카이 카즈유키 | 타케다 이츠코                                   |
| 제27화 | ひみつの繭良ちゃん        | 비밀의 마유라 짱    | 오치 케이이치로              | 유키히로 마츠시타 마스다 토시히코                          | 시미즈 아키라                                                 | 요코마츠 유우마(横松雄馬) 이카이 카즈유키 핫토리 마스미 | 사다카타 키쿠코 사키모토 사유리                 |